# Lena Vogt
Lena Vogt (* 1986 in Regensburg) ist eine deutsche Schauspielerin, Hörspiel- und Synchronsprecherin.

## Leben
Lena Vogt wuchs in Regensburg auf. Sie absolvierte von 2007 bis 2011 eine professionelle Schauspielausbildung an der Hochschule für Schauspielkunst Ernst Busch in Berlin. Sie wirkte als Schauspielerin vor der Kamera in mehreren Filmen und Serien mit. Als Bühnendarstellerin hatte sie mehrere Engagements, wie beispielsweise an der Staatsoper Unter den Linden, am Theater Konstanz, am Staatstheater Darmstadt oder bei den Bad Hersfelder Festspielen, wo sie 2012 mit dem Hersfeld-Preis ausgezeichnet wurde. Sie ist auch als Hörspiel- und Synchronsprecherin aktiv.
Vogt lebt in München. Neben ihrer Muttersprache Deutsch spricht sie auch Englisch und Französisch.

## Filmografie (Auswahl)
- 2013: Echolot
- 2013: Tot im Wald
- 2015: Sechseinhalb Küchen
- 2016: Tödliche Gefühle
- 2018: SOKO Köln (Fernsehserie, 2 Folgen)
- 2019: Dem Horizont so nah
- 2019: Heldt (Fernsehserie, 1 Folge)
- 2019: Billy Kuckuck: Eine gute Mutter (Fernsehreihe)
- 2022: Bettys Diagnose (Fernsehserie, 1 Folge)
- 2022: In aller Freundschaft (Fernsehserie, 1 Folge)
- 2025: Eine mit Herz: Familiengeheimnisse (Fernsehreihe)

## Hörspiele (Auswahl)
Quelle: ARD-Hörspieldatenbank
- 2011: Evelyne de la Chenelière: Die Füße der Engel (Marie) – Regie: Ulrike Brinkmann (Original-Hörspiel – SR/Deutschlandradio)
- 2011: Andreas Jungwirth: Alleine bin ich viel. Hörspiel nach Briefen aus der Vergangenheit (Lena) – Regie: Harald Krewer (Originalhörspiel – Deutschlandradio)
- 2011: Christian Schiller, Marianne Wendt: Atme mich, Liebster – Regie: Christian Schiller, Marianne Wendt (Originalhörspiel – SWR)
- 2011: Dirk Josczok: Heldentod (Opfer) – Regie: Beatrix Ackers (Hörspiel – Deutschlandradio)[11]
- 2012: Jörg Graser: Kreuzeder und der Tote im Wald (Frau Blum) – Regie: Stefan Dutt (Originalhörspiel, Kriminalhörspiel – Deutschlandradio)
- 2013: Markus Orths: Das Zimmermädchen (Frau 2) – Regie: Alice Elstner (Hörspielbearbeitung – NDR)
- 2013: Helmut Peters: Kräcker und Sohn. Besuch aus der Vergangenheit – Regie: Helmut Peters (Originalhörspiel, Kinderhörspiel – NDR)
- 2013: Volker Präkelt: The Dark Side Of The Moon (Sprecherin) – Komposition und Regie: Volker Präkelt (Originalhörspiel – NDR)
- 2014: Hans Delbruck: Doctor mendacii (Veronika Sendlinger) – Regie: Judith Lorentz (Originalhörspiel, Kriminalhörspiel – Deutschlandradio)
- 2015: Sol Rezza: Radio Lab (1. Teil: In the Darkness of the World) (Vokalistin) – Regie: Götz Naleppa, Guadalupe Lozada (Ars acustica – Deutschlandradio)
- 2020: Hannes Becker, Nina Bussmann, Dmitrij Gawrisch, Maren Kames, Thomas Köck, Julia Kandzora, Judith Keller, Joël László, Jan Schomburg, Kevin Rittberger, Gerhild Steinbuch, Lena Vöcklinghaus: Mein hohles Herz singt Lieder der Versammlung. Eine Collage entstanden zur Zeit des körperlichen Abstands – Regie: Henri Hüster (Ars acustica – Deutschlandradio)